# Разделы математики
Существует три официальных способа подразделения математики.

## Математика как специальность
Математика как специальность научных работников министерства науки и технологий Российской Федерации подразделяется на научные специальности
- Математический анализ
- Дифференциальные уравнения
- Математическая физика
- Геометрия и топология
- Теория вероятностей и математическая статистика
- Математическая логика, алгебра и теория чисел
- Вычислительная математика
- Дискретная математика и математическая кибернетика

## Математика как учебная дисциплина
Математика как учебная дисциплина подразделяется в Российской Федерации на элементарную математику, изучаемую в средней школе и образованную дисциплинами:
- арифметика,
- элементарная алгебра,
- элементарная геометрия: планиметрия и стереометрия,
- теория элементарных функций и элементы анализа,

и высшую математику, изучаемую в вузе. Дисциплины, входящие в состав высшей математики, варьируются в зависимости от специальности. Программа обучения по специальности математика образована следующими учебными дисциплинами:
- Математический анализ (ф)
- Алгебра
- Аналитическая геометрия (ф)
- Линейная алгебра (ф) и геометрия
- Дискретная математика
- Математическая логика
- Дифференциальные уравнения (ф)
- Дифференциальная геометрия
- Разностные уравнения
- Топология
- Функциональный анализ и интегральные уравнения (ф)
- Теория функций комплексного переменного (ф)
- Уравнения с частными производными (вместо этого курса физикам читаются Методы математической физики)
- Теория вероятностей (ф)
- Математическая статистика (ф)
- Теория случайных процессов
- Вариационное исчисление (ф) и методы оптимизации
- Методы вычислений, то есть численные методы (ф)
- Теория чисел

Знаком (ф) отмечены дисциплины, которые изучаются при обучении по специальности «физика».

## Математика как наука
Для систематизации математических научных работ в США и других западных странах используется Математическая предметная классификация. В России для систематизации всех научных работ используется Универсальная десятичная классификация 51.